# C11H14ClNO
化学式C11H14ClNO（摩尔质量：211.69 g/mol）可以指：
- 3-氯芬美曲秦，CAS号：1097796-78-5
- 4-Cl-3-MMC，CAS号：15861-86-6
- 毒草胺，CAS号：1918-16-7

|  | 这个同类索引页列出了具有相同分子式的化学物（即同分異構體）条目。 除非您是有意链接至本页，否则应将相应条目的内部链接指向正确的条目。 |